# Tercera Federación - Grupo XVI 2023-24
La temporada 2023-24 del Grupo XVI de la Tercera Federación de fútbol comenzó el 10 de septiembre de 2023 y finalizó el 12 de mayo de 2024. Posteriormente se disputó la promoción de ascenso entre el 19 de mayo y el 9 de junio en su fase territorial, y para finalizar en su fase nacional entre el 16 y 23 de mayo. 
Durante esta campaña es el quinto nivel de las Ligas de fútbol de España para los clubes de La Rioja, por debajo de la Segunda Federación y por encima de la Regional Preferente de La Rioja.

## Sistema de competición
Participan dieciocho clubes en un único grupo. Se enfrentan todos contra todos en dos ocasiones -una en campo propio y otra en campo contrario- durante un total de 34 jornadas. El orden de los encuentros se decide por sorteo antes de empezar la competición. La Federación de Fútbol de La Rioja es la responsable de designar las fechas de los partidos y los árbitros de cada encuentro, reservando al equipo local la potestad de fijar el horario exacto de cada encuentro.
Una vez finalizada la competición, el primer clasificado asciende directamente a Segunda Federación y se proclama campeón de Tercera Federación.
Los clasificados entre el segundo y el quinto lugar disputan un Play Off territorial en formato de eliminatorias a doble partido ida y vuelta. En caso de empate el vencedor de la eliminatoria es el equipo mejor clasificado. El equipo vencedor de este Play Off se clasifica a la Promoción de ascenso a Segunda Federación que tiene carácter de final interterritorial.
Los tres últimos clasificados descienden directamente a Regional Preferente de La Rioja. El número de descensos puede aumentar dependiendo del número de equipos descendidos a Tercera Federación desde Segunda Federación.

## Ascensos y descensos
Los equipos que mantuvieron la categoría en la última temporada de Tercera Federación participan en la siguiente edición.
| Pos. | Ascendidos a 2.ª Federación |
| ---- | --------------------------- |
| 1.º  | Náxara C. D.                |

| Pos. | Descendidos de 2ª Federación |
| ---- | ---------------------------- |
| 15.º | C. D. Alfaro                 |
| 16.º | U. D. Logroñés "B"           |
| 17.º | Racing Rioja C. F.           |
| 18.º | C. D. Arnedo                 |

| Pos. | Ascendidos de Regional Preferente |
| ---- | --------------------------------- |
| 1.º  | C. D. Tedeón                      |
| 2.º  | C. C. D. Alberite                 |

| Pos. | Descendidos a Regional Preferente |
| ---- | --------------------------------- |
| 3.º  | C. D. Agoncillo                   |
| 15.º | Yagüe C. F.                       |
| 16.º | Racing Rioja C. F. "B"            |

## Participantes

### Información sobre los equipos participantes
| Equipo                 | Localidad                   | Estadio              | Capacidad |
| ---------------------- | --------------------------- | -------------------- | --------- |
| C. C. D. Alberite      | Alberite                    | Marino Sáenz Andollo | 2000      |
| C. D. Alfaro           | Alfaro                      | La Molineta          | 2500      |
| C. D. Anguiano         | Anguiano                    | Isla                 | 1000      |
| C. D. Arnedo           | Arnedo                      | Sendero              | 5000      |
| Peña Balsamaiso C. F.  | Logroño                     | La Estrella          | 268       |
| C. D. Berceo           | Logroño                     | La Isla              | 2000      |
| C. D. Calahorra "B"    | Calahorra                   | La Planilla          | 4500      |
| Casalarreina C. F.     | Casalarreina                | El Soto              | 400       |
| Comillas C. F.         | Logroño                     | Mundial 82           | 3500      |
| C. Haro Deportivo      | Haro                        | El Mazo              | 4300      |
| C. D. F. C. La Calzada | Santo Domingo de la Calzada | El Rollo             | 1500      |
| U. D. Logroñés "B"     | Logroño                     | Mundial 82           | 3500      |
| S. D. Oyonesa          | Oyón (Álava)                | Oion Arena           | 1500      |
| Racing Rioja C. F.     | Logroño                     | Mundial 82           | 3500      |
| Atlético River Ebro    | Rincón de Soto              | San Miguel           | 3000      |
| C. D. Tedeón           | Navarrete                   | San Miguel           | 1000      |
| C. D. Varea            | Varea                       | Ángel Aguado         | 2000      |
| Atlético Vianés        | Viana (Navarra)             | Municipal            | 500       |

## Clasificación
| Pos. | Equipo                 | Pts. | PJ | G  | E  | P  | GF | GC  | Dif. |                                                |
| ---- | ---------------------- | ---- | -- | -- | -- | -- | -- | --- | ---- | ---------------------------------------------- |
| 1    | U. D. Logroñés "B" (C) | 76   | 34 | 23 | 7  | 4  | 67 | 20  | +47  | Campeón de grupo                               |
| 2    | C. D. Alfaro (A)       | 76   | 34 | 23 | 7  | 4  | 80 | 36  | +44  | Ascenso a Segunda Federación y Copa del Rey    |
| 3    | C. D. Calahorra "B"    | 67   | 34 | 20 | 7  | 7  | 70 | 34  | +36  |                                                |
| 4    | C. D. Anguiano (A)     | 65   | 34 | 19 | 8  | 7  | 69 | 41  | +28  | Play-Offs Ascenso a Segunda Federación         |
| 5    | C. D. Varea            | 61   | 34 | 18 | 7  | 9  | 59 | 31  | +28  | Play-Offs Ascenso a Segunda Federación         |
| 6    | S. D. Oyonesa          | 58   | 34 | 17 | 7  | 10 | 46 | 28  | +18  | Play-Offs Ascenso a Segunda Federación         |
| 7    | Casalarreina C. F.     | 55   | 34 | 15 | 10 | 9  | 57 | 47  | +10  |                                                |
| 8    | C. D. F. C. La Calzada | 48   | 34 | 13 | 9  | 12 | 52 | 43  | +9   |                                                |
| 9    | C. D. Berceo           | 47   | 34 | 13 | 8  | 13 | 43 | 44  | −1   |                                                |
| 10   | C. D. Arnedo           | 42   | 34 | 11 | 9  | 14 | 36 | 48  | −12  |                                                |
| 11   | Peña Balsamaiso C. F.  | 42   | 34 | 12 | 6  | 16 | 51 | 61  | −10  |                                                |
| 12   | Racing Rioja C. F.     | 39   | 34 | 11 | 6  | 17 | 37 | 54  | −17  | El equipo no compite en la siguiente temporada |
| 13   | Atlético River Ebro    | 38   | 34 | 10 | 8  | 16 | 40 | 50  | −10  |                                                |
| 14   | Atlético Vianés        | 33   | 34 | 9  | 6  | 19 | 30 | 62  | −32  |                                                |
| 15   | C. Haro Deportivo      | 31   | 34 | 8  | 7  | 19 | 38 | 50  | −12  |                                                |
| 16   | C. D. Tedeón           | 30   | 34 | 8  | 6  | 20 | 25 | 61  | −36  |                                                |
| 17   | Comillas C. F.         | 24   | 34 | 3  | 15 | 16 | 38 | 59  | −21  |                                                |
| 18   | C. C. D. Alberite (D)  | 17   | 34 | 4  | 5  | 25 | 37 | 103 | −66  | Descenso a Regional Preferente                 |

Actualizado a los partidos jugados el 24 de mayo de 2024.
 Fuente: Resultados Fútbol
Notas:
1. ↑  La U. D. Logroñés "B", pese a ser campeón de grupo, no pudo ascender, al ser equipo filial de la U. D. Logroñés, que competirá la siguiente temporada en la Segunda Federación. C. D. Alfaro que terminó segundo en el grupo, ocupará su lugar en esa categoría.
2. ↑  El C. D. Calahorra "B" no pudo participar en la promoción de ascenso a Segunda Federación debido a que el equipo principal del club ya forma parte de dicha categoría.
3. ↑  El Racing Rioja C. F. deja de competir, no se inscribe en Tercera para la próxima temporada.
4. ↑  El C. D. Tedeón, pese a ocupar una plaza de descenso, consiguió la permanencia por el ascenso de dos equipos del grupo a Segunda Federación, y el descenso de sólo un equipo perteneciente a la Federación Riojana de Fútbol al grupo XVI de Tercera.
5. ↑  El Comillas C. F., pese a ocupar una plaza de descenso, consiguió la permanencia por la no inscripción del Racing Rioja C. F. la temporada siguiente por la deuda contraída con la AFE.

## Tabla de resultados cruzados
| Local \ Visitante      | ALB | ALF | ARN | ANG | BAL | BER | CAL | CAS | COM | HAR | LCA | LOG | OYO | RRI | RIV | TED | VAR | VIA |
| ---------------------- | --- | --- | --- | --- | --- | --- | --- | --- | --- | --- | --- | --- | --- | --- | --- | --- | --- | --- |
| C. C. D. Alberite      | —   | 2–5 | 0–1 | 1–1 | 1–2 | 4–2 | 1–4 | 0–1 | 2–1 | 1–3 | 1–3 | 1–3 | 0–2 | 2–3 | 0–1 | 2–1 | 0–4 | 1–4 |
| C. D. Alfaro           | 9–0 | —   | 2–1 | 3–1 | 4–0 | 2–2 | 1–2 | 1–5 | 2–2 | 2–1 | 4–1 | 1–1 | 1–0 | 1–0 | 1–2 | 2–0 | 1–1 | 4–1 |
| C. D. Arnedo           | 2–2 | 0–2 | —   | 0–1 | 1–0 | 1–0 | 0–1 | 1–0 | 1–1 | 3–1 | 0–4 | 2–0 | 1–0 | 1–1 | 3–3 | 4–0 | 2–3 | 0–3 |
| C. D. Anguiano         | 4–1 | 1–1 | 3–1 | —   | 4–0 | 2–1 | 2–2 | 2–1 | 3–0 | 2–2 | 6–2 | 0–1 | 1–2 | 1–0 | 0–1 | 3–0 | 2–1 | 3–1 |
| Peña Balsamaiso C. F.  | 7–0 | 0–4 | 0–0 | 5–5 | —   | 4–0 | 1–2 | 3–4 | 5–4 | 1–1 | 3–2 | 1–0 | 0–2 | 2–2 | 2–1 | 0–1 | 3–2 | 1–0 |
| C. D. Berceo           | 2–3 | 2–0 | 0–0 | 0–2 | 3–2 | —   | 0–1 | 1–1 | 3–1 | 3–2 | 0–2 | 0–2 | 1–0 | 5–2 | 2–1 | 1–0 | 1–1 | 1–0 |
| C. D. Calahorra "B"    | 3–0 | 0–1 | 4–0 | 0–1 | 4–2 | 2–2 | —   | 2–1 | 3–2 | 3–1 | 6–1 | 1–1 | 4–0 | 0–1 | 1–1 | 6–0 | 0–1 | 2–0 |
| Casalarreina C. F.     | 5–1 | 1–2 | 1–1 | 2–2 | 1–1 | 0–1 | 1–3 | —   | 4–4 | 3–2 | 0–0 | 0–1 | 1–1 | 2–1 | 2–2 | 4–3 | 1–0 | 2–1 |
| Comillas C. F.         | 0–0 | 0–2 | 0–2 | 0–3 | 0–1 | 0–0 | 1–3 | 1–3 | —   | 2–3 | 1–1 | 1–1 | 0–0 | 1–3 | 1–2 | 1–1 | 0–3 | 3–0 |
| C. Haro Deportivo      | 3–1 | 0–3 | 3–0 | 0–1 | 1–2 | 0–2 | 1–2 | 0–0 | 0–1 | —   | 0–2 | 0–1 | 0–0 | 1–0 | 1–1 | 4–1 | 0–3 | 6–0 |
| C. D. F. C. La Calzada | 3–1 | 1–1 | 1–2 | 1–1 | 4–0 | 1–1 | 3–1 | 1–2 | 2–2 | 0–0 | —   | 0–1 | 0–0 | 0–0 | 2–1 | 2–0 | 0–1 | 1–2 |
| U. D. Logroñés "B"     | 3–1 | 2–2 | 4–0 | 5–0 | 1–0 | 1–0 | 1–1 | 5–0 | 2–2 | 3–0 | 2–1 | —   | 3–1 | 1–0 | 0–0 | 4–1 | 3–0 | 4–0 |
| S. D. Oyonesa          | 7–0 | 2–3 | 1–0 | 3–0 | 2–0 | 2–0 | 3–1 | 1–1 | 2–0 | 4–1 | 2–1 | 1–2 | —   | 2–1 | 1–0 | 1–0 | 0–0 | 0–1 |
| Racing Rioja C. F.     | 4–0 | 1–3 | 2–4 | 2–1 | 2–0 | 0–3 | 2–1 | 1–2 | 0–4 | 0–0 | 0–4 | 0–3 | 2–1 | —   | 1–0 | 3–0 | 0–4 | 1–0 |
| Atlético River Ebro    | 3–3 | 1–2 | 2–1 | 1–3 | 0–2 | 0–2 | 1–3 | 3–1 | 1–1 | 0–1 | 1–3 | 0–3 | 2–0 | 3–0 | —   | 1–3 | 1–2 | 2–1 |
| C. D. Tedeón           | 4–3 | 0–2 | 0–0 | 1–1 | 1–0 | 2–0 | 1–1 | 0–1 | 0–0 | 1–0 | 0–1 | 1–0 | 1–2 | 0–0 | 0–1 | —   | 0–1 | 2–1 |
| C. D. Varea            | 2–1 | 0–2 | 2–0 | 0–2 | 2–0 | 3–2 | 0–1 | 1–2 | 1–1 | 1–0 | 1–0 | 1–0 | 0–0 | 2–2 | 0–0 | 8–0 | —   | 2–2 |
| Atlético Vianés        | 1–1 | 3–4 | 1–1 | 0–5 | 1–1 | 0–0 | 0–0 | 0–2 | 0–0 | 1–0 | 0–2 | 0–3 | 0–1 | 1–0 | 2–1 | 1–0 | 0–6 | —   |

1. ↑  El partido entre el Racing Rioja C. F. y el C. D. Berceo celebrado el 16 de diciembre de 2023  finalizó con resultado de 2-2, pero el Racing Rioja C. F. incurrió en alineación indebida, por lo que recibió una sanción federativa, dándole el partido por perdido por 0-3.

### Máximos goleadores
| Pos. | Jugador        | Equipo              | Goles |
| ---- | -------------- | ------------------- | ----- |
| 1.º  | Alberto Baztan | Casalarreina C. F.  | 25    |
| 2.º  | Nacho Navajas  | C. D. Alfaro        | 20    |
| 3.º  | Iker Morales   | C. D. Calahorra "B" | 17    |
| 4.º  | Luis Jiménez   | C. D. Alfaro        | 16    |
| =    | Rubén Pérez    | C. D. Varea         | 16    |

## Play Off de Ascenso a Segunda Federación

### Equipos clasificados
- 4 equipos

| Pos. | Grupo XVI      |
| ---- | -------------- |
| 2.°  | C. D. Alfaro   |
| 4.°  | C. D. Anguiano |
| 5.°  | C. D. Varea    |
| 6.°  | S. D. Oyonesa  |

### Fase Regional
|  | Cuartos                                              | Cuartos                                              | Cuartos                                              | Cuartos                                              | Cuartos                                              |   |     | Semifinales                                          | Semifinales                                          | Semifinales                                          | Semifinales                                          | Semifinales                                          |  |
|  | 19 de mayo de 2024 (ida) 26 de mayo de 2024 (vuelta) | 19 de mayo de 2024 (ida) 26 de mayo de 2024 (vuelta) | 19 de mayo de 2024 (ida) 26 de mayo de 2024 (vuelta) | 19 de mayo de 2024 (ida) 26 de mayo de 2024 (vuelta) | 19 de mayo de 2024 (ida) 26 de mayo de 2024 (vuelta) |   |     | 2 de junio de 2024 (ida) 9 de junio de 2024 (vuelta) | 2 de junio de 2024 (ida) 9 de junio de 2024 (vuelta) | 2 de junio de 2024 (ida) 9 de junio de 2024 (vuelta) | 2 de junio de 2024 (ida) 9 de junio de 2024 (vuelta) | 2 de junio de 2024 (ida) 9 de junio de 2024 (vuelta) |  |
|  |                                                      |                                                      |                                                      |                                                      |                                                      |   |     |                                                      |                                                      |                                                      |                                                      |                                                      |  |
|  |                                                      |                                                      |                                                      |                                                      |                                                      |   |     |                                                      |                                                      |                                                      |                                                      |                                                      |  |
|  | 6.º                                                  | S. D. Oyonesa                                        | 4                                                    | 2                                                    | 6                                                    |   |     |                                                      |                                                      |                                                      |                                                      |                                                      |  |
|  | 6.º                                                  | S. D. Oyonesa                                        | 4                                                    | 2                                                    | 6                                                    |   |     |                                                      |                                                      |                                                      |                                                      |                                                      |  |
|  | 2.º                                                  | C. D. Alfaro                                         | 1                                                    | 2                                                    | 3                                                    |   |     |                                                      |                                                      |                                                      |                                                      |                                                      |  |
|  | 2.º                                                  | C. D. Alfaro                                         | 1                                                    | 2                                                    | 3                                                    |   | 6.º | S. D. Oyonesa                                        | 0                                                    | 1                                                    | 1                                                    |                                                      |  |
|  |                                                      |                                                      |                                                      |                                                      |                                                      |   | 6.º | S. D. Oyonesa                                        | 0                                                    | 1                                                    | 1                                                    |                                                      |  |
|  |                                                      |                                                      | 4.º                                                  | C. D. Anguiano                                       | 0                                                    | 2 | 2   |                                                      |                                                      |                                                      |                                                      |                                                      |  |
|  | 5.º                                                  | C. D. Varea                                          | 4.º                                                  | C. D. Anguiano                                       | 0                                                    | 2 | 2   | 1                                                    | 1                                                    | 2                                                    |                                                      |                                                      |  |
|  | 5.º                                                  | C. D. Varea                                          |                                                      |                                                      |                                                      |   |     | 1                                                    | 1                                                    | 2                                                    |                                                      |                                                      |  |
|  | 4.º                                                  | C. D. Anguiano                                       | 1                                                    | 2                                                    | 3                                                    |   |     |                                                      |                                                      |                                                      |                                                      |                                                      |  |
|  | 4.º                                                  | C. D. Anguiano                                       | 1                                                    | 2                                                    | 3                                                    |   |     |                                                      |                                                      |                                                      |                                                      |                                                      |  |
|  |                                                      |                                                      |                                                      |                                                      |                                                      |   |     |                                                      |                                                      |                                                      |                                                      |                                                      |  |

| Clasificado para la Fase Nacional de la Promoción de ascenso a Segunda Federación |

| Bandera de La Rioja (España) |
| C. D. Anguiano               |

### Fase Nacional
| Ida; 15 de junio de 2024; 20:00 | C. D. Ardoi | 0:3 (0:0) | C. D. Anguiano                                         | El Pinar, Zizur Mayor                                  |                                                        |
|                                 |             | Reporte   | Joel Barcina 55' · Mario Urrecho 71' · Mateo Padín 90' | Asistencia: 1 100 espectadores Árbitro(s): López Conde | Asistencia: 1 100 espectadores Árbitro(s): López Conde |

| Vuelta; 23 de junio de 2024; 17:30 | C. D. Anguiano     | 1:1 (0:0) (Global 4:1) | C. D. Ardoi          | Estadio de Isla, Anguiano                                 |                                                           |
|                                    | - Jorge Olarte 56' | Reporte                | - 64' Iker Lizarraga | Asistencia: 1 500 espectadores Árbitro(s): Sánchez Sancho | Asistencia: 1 500 espectadores Árbitro(s): Sánchez Sancho |

| Asciende C. D. Anguiano |

## Clasificados a la Copa del Rey
| Bandera de La Rioja (España) |
| C. D. Alfaro                 |
| 2.º Puesto                   |
| ---------------------------- |